# 미에바시역
미에바시역(일본어: 美栄橋駅 미에바시에키[*])는 일본 오키나와현 나하시에 있는 모노레일 철도역이다.

## 역사
- 2003년 8월 10일 : 개업.

## 역 구조
섬식 승강장 1면 2선의 구조로, 에스컬레이터와 엘리베이터 있다.

### 승강장
| 번호 | 노선                        | 행선                |
| ---- | --------------------------- | ------------------- |
| 1    | ■ 오키나와 도시 모노레일 선 | 데다코우라니시 방면 |
| 2    | ■ 오키나와 도시 모노레일 선 | 나하공항 방면       |

## 주변 시설
역은 구모지 강 자락에 위치한다.
교통
- 역전에 택시 승강장 있다

공공 기관, 공공 시설
- 나하시 관광 안내소(나하시 관광 협회) - 도보 5분

교육 기관
- 나하 시립 마에지마 초등학교

금융 기관
- 오키나와 은행 마키시 지점 - 도보 5분
- 류큐 은행 쓰보야 지점 - 도보 7분
- 미쓰비시UFJ은행 나하 법인 영업소 - 도보 7분
- 오키나와 카이호 은행 본점 - 도보 10분

우체국
- 나하 구모지 우체국

점포
- D-naha(옛, 다이에 나하점 건물) - 도보 1분
  - 준쿠도 서점
- COM*D - 도보 5분
- 오키나와 미쓰코시 - 도보 6분

관광
- 국제 거리 - 도보 5분
- 제1마키시 공설 시장 - 도보로 약 10분

숙박 시설
- 토요코인 나하 미에바시에키(역) - 도보 1분
- 리치먼드 호텔 나하 구모지 - 도보 4분

도로
- 국도 제58호선

## 인접 정차역
| 오키나와 도시 모노레일 선 | 오키나와 도시 모노레일 선 | 오키나와 도시 모노레일 선  |
| ------------------------- | ------------------------- | -------------------------- |
| 현청앞 나하공항 방면      | 일반 열차                 | 마키시 데다코우라니시 방면 |